# Герб Запорожской области
Герб Запорожской области (укр. Герб Запорізької області) — символ, отображающий традиции Запорожской области Украины. Вместе с флагом составляет официальную символику органов местного самоуправления и исполнительной власти. Утвержден 27 июля 2001. Автор проекта — В. Пилипенко.

## Описание
В червлёном (в тексте документа — малиновом) поле золотой казак, обращённый влево, с саблей на левом боку и мушкетом на левом плече. Щит наложен на два перекрещенных золотых пернача в перевязь и булаву в столб, по бокам литавры того же металла. Снизу лазоревая девизная лента с надписью золотыми литерами «Запорізька область».

## Символика
Клейноды — символы казацкой эпохи — указывают на то, что запорожская земля унаследовала принципы народовластия (то есть демократии), которые были присущи Запорожской Сечи. Булава указывает на власть Президента — главы государства, гаранта государственного суверенитета и территориальной целостности Украины. Пернач символизирует исполнительную власть на местах, бунчук — взаимодействие между всеми ветвями власти в области, литавры — символ народного волеизъявления. Верхняя голубая лента символизирует воды реки Днепр. Нижняя голубая лента символизирует воды Азовского моря. Земли Запорожской области располагаются между водами реки Днепр и Азовского моря.